# Valentine Tessier
Valentine Anne Tessier (París, 5 d'agost de 1892 – Vallauris, 11 d'agost de 1981) va ser una actriu teatral i cinematogràfica de nacionalitat francesa.

## Biografia
Va estudiar al conservatori, on fou deixeble de Paul Mounet. La seva carrera teatral va començar el 1913 amb Jacques Copeau; durant la Primera Guerra Mundial, va anar de gira als Estats Units amb la companyia de Jacques Copeau. Després va actuar al costat de Louis Jouvet i va participar en la representació de peces de Jean Giraudoux com Siegfried (1928), Amphitryon 38 (1929), Intermezzo (1933) o de Marcel Achard: Jean de la Lune (1929) o Domino (1932). La seva llarga carrera als escenaris finalitza el 1967 amb La visita de la vella dama de Friedrich Dürrenmatt.

Al cinema, va protagonitzar algunes pel·lícules mudes dirigides per Camille de Morlhon entre 1911 i 1914, i després va aparèixer el 1928 a les pantalles a Un chapeau de paille d'Italie de René Clair. El 1933 va fer la seva primera pel·lícula sonora, Madame Bovary de Jean Renoir (el seu paper més significatiu al cinema). Va participar en una mica més d'una vintena de pel·lícules fins al 1974, entre les quals es troba Justícia feta d'André Cayatte (1950) i Églantine de Jean-Claude Brialy (1972).
La seva tomba és visible a Pressagny-l'Orgueilleux, no gaire lluny de la de Gaston Gallimard.

## Filmografia
Cinema
- 1911: L'Otage, de Camille de Morlhon
- 1912: Vengeance kabyle, de Camille de Morlhon
- 1912: La Fiancée du Spahi, de Camille de Morlhon
- 1912: La Haine de Fatimeh, de Camille de Morlhon
- 1912: En mission, de Camille de Morlhon
- 1912: La Belle Princesse, de Camille de Morlhon
- 1912: Britannicus, de Camille de Morlhon
- 1912: Le Fils prodigue, de Camille de Morlhon
- 1914: Les Deux Enfants
- 1928: Un chapeau de paille d'Italie, de René Clair
- 1933: Madame Bovary, de Jean Renoir
- 1935: Jérôme Perreau héros des barricades, de Abel Gance
- 1936: Club de femmes, de Jacques Deval
- 1936: Ménilmontant, de René Guissart
- 1938: Abus de confiance, de Henri Decoin
- 1939: La Charrette fantôme, de Julien Duvivier
- 1941: L'Embuscade, de Fernand Rivers
- 1942: Le Lit à colonnes, de Roland Tual
- 1946: Désarroi, de Robert-Paul Dagan
- 1950: Justice est faite, d'André Cayatte
- 1951: Le Due verità, d'Antonio Leonviola
- 1952: Nez de cuir, de Yves Allégret
- 1952: Procès au Vatican, d'André Haguet
- 1952: La neige était sale, de Luis Saslavsky
- 1953: Des quintuplés au pensionnat, de René Jayet
- 1953: Lucrèce Borgia, de Christian Jaque
- 1953: Les Enfants de l'amour, de Léonide Moguy
- 1954: Maddalena, de Augusto Genina
- 1955: French Cancan, de Jean Renoir
- 1956: Notre-Dame de Paris, de Jean Delannoy
- 1957: Élisa, de Roger Richebé
- 1959: Maigret et l'affaire Saint-Fiacre, de Jean Delannoy
- 1972: Églantine, de Jean-Claude Brialy
- 1974: Tamaño natural, de Luis García Berlanga
- 1974: La Rivale, de Sergio Gobbi

Televisió
- 1968: L'Idiot, d'André Barsacq
- 1979: Grilles closes, de Henri Helman

## Teatre
- 1914: Els germans Karamàzov, de Fiódor Dostoyevski, escenografia de Jacques Copeau, Théâtre du Vieux-Colombier
- 1917: Barberine, de Alfred de Musset, escenografia de Jacques Copeau, Garrick's Theatre Nueva York
- 1917: Nit de reis, de William Shakespeare, escenografia de Jacques Copeau, Garrick's Theatre Nueva York
- 1918: La Nouvelle Idole, de François de Curel, escenografia de Jacques Copeau, Garrick's Theatre Nueva York
- 1918: La Surprise de l'amour, de Marivaux, escenografia de Jacques Copeau, Garrick's Theatre Nueva York
- 1918: Els mals pastors, de Octave Mirbeau, escenografia de Jacques Copeau, Garrick's Theatre Nova York
- 1918: La Petite Marquise, de Henri Meilhac i Daniel Halevy, escenografia de Jacques Copeau, Garrick's Theatre Nueva York
- 1918: La Paix chez soi, de Georges Courteline, escenografia de Jacques Copeau, Garrick's Theatre Nueva York
- 1918: L'Amour médecin, de Molière, escenografia de Jacques Copeau, Garrick's Theatre Nueva York
- 1918: Els germans Karamàzov, de Fiódor Dostoyevski, escenografia de Jacques Copeau, Garrick's Theatre Nueva York
- 1918: Le Mariage de Figaro, de Pierre-Augustin Caron de Beaumarchais, escenografia de Jacques Copeau, Garrick's Theatre Nueva York
- 1918: Georgette Lemeunier, de Maurice Donnay, escenografia de Jacques Copeau, Garrick's Theatre Nueva York
- 1918: Crainquebille, d'Anatole France, escenografia de Jacques Copeau, Garrick's Theatre Nueva York
- 1918: Gringoire, de Théodore de Banville, escenografia de Jacques Copeau, Garrick's Theatre Nueva York
- 1918: El metge a garrotades, de Molière, escenografia de Jacques Copeau, Garrick's Theatre Nueva York
- 1920: Le Carrosse du Saint Sacrement, de Prosper Mérimée, escenografia de Louis Jouvet, Théâtre du Vieux-Colombier
- 1920: Cromedeyre-le-Vieil, de Jules Romains, escenografia de Jacques Copeau, Théâtre du Vieux-Colombier
- 1922: L'Amour livre d'or, de Alekséi Nikoláyevich Tolstói, escenografia de Nathalie Boutkovsky, Théâtre du Vieux-Colombier
- 1923: La Locandiera, de Carlo Goldoni, escenografia de Jacques Copeau, Théâtre du Vieux-Colombier
- 1924: La Scintillante, de Jules Romains, escenografia de Louis Jouvet, Teatre dels Camps Elisis
- 1924: Le Pain de ménage, de Jules Renard, escenografia de Louis Jouvet, Teatre dels Camps Elisis
- 1925: Madame Béliard, de Charles Vildrac, escenografia de Louis Jouvet, Teatre dels Camps Elisis
- 1925: L'Infidèle éperdue, de Jacques Natanson, Teatre de la Michodière
- 1926: Le Carrosse du Saint Sacrement, de Prosper Mérimée, escenografia de Louis Jouvet, Teatre dels Camps Elisis
- 1927: Léopold le bien-aimé, de Jean Sarment, escenografia de Louis Jouvet, Teatre dels Camps Elisis
- 1928: Siegfried, de Jean Giraudoux, escenografia de Louis Jouvet, Teatre dels Camps Elisis
- 1929: Suzanne, de Steve Passeur, escenografia de Louis Jouvet, Teatre dels Camps Elisis
- 1929: Jean de la Lune, de Marcel Achard, escenografia de Louis Jouvet, Teatre dels Camps Elisis
- 1929: Amphitryon 38, de Jean Giraudoux, escenografia de Louis Jouvet, Teatre dels Camps Elisis
- 1930: Le Prof d'anglais ou le système Puck, de Régis Gignoux, escenografia de Louis Jouvet, Teatre dels Camps Elisis
- 1931: L'Eau fraîche, de Pierre Drieu La Rochelle, escenografia de Louis Jouvet, Teatre dels Camps Elisis
- 1931: Une taciturne, de Roger Martin du Gard, escenografia de Louis Jouvet, Teatre dels Camps Elisis
- 1932: Domino, de Marcel Achard, escenografia de Louis Jouvet, Teatre dels Camps Elisis
- 1933: Intermezzo, de Jean Giraudoux, escenografia de Louis Jouvet, Teatre dels Camps Elisis
- 1934: Amphitryon 38, de Jean Giraudoux, escenografia de Louis Jouvet, Théâtre de l'Athénée
- 1934: La Femme en fleur, de Denys Amiel, Teatre Saint-Georges
- 1937: Le Voyage, de Henry Bataille, escenografia de Henry Bernstein, Théâtre du Gymnase Marie-Bell
- 1938: Duo, de Paul Géraldy, escenografia de Jean Wall, Teatre Saint-Georges
- 1945: Judith, de Charles de Peyret-Chappuis, escenografia de Julien Bertheau, Teatre Hébertot
- 1946: Electra, de Eugene O'Neill, escenografia de Marguerite Jamois, Teatre Montparnasse
- 1948: Lucienne et le boucher, de Marcel Aymé, escenografia de Georges Douking, Théâtre du Vieux-Colombier
- 1950: Chéri, de Colette, escenografia de Jean Wall, Teatre de la Madeleine
- 1951: Lucienne et le boucher, de Marcel Aymé, escenografia de Georges Douking, Teatre de la Porte Saint-Martin
- 1952: Madame Filoumé, de Eduardo De Filippo, escenografia de Jean Darcante, Teatre de la Renaissance
- 1953: Il était une gare, de Jacques Deval, escenografia de Jean Darcante, Teatre de la Renaissance
- 1954: Madame Filoumé, de Eduardo De Filippo, escenografia de Jean Darcante, Teatre des Célestins
- 1954: La gavina, d'Anton Txèkhov, escenografia d'André Barsacq, Teatre de l'Atelier
- 1954: Le Seigneur de San Gor, de Gloria Alcorta, escenografia de Jacques Mauclair i Henri Rollán, Teatre des Arts
- 1955: La gaviota, d'Anton Txèkhov, escenografia d'André Barsacq, Teatre de l'Atelier
- 1956: La Profession de Madame Warren, de George Bernard Shaw, escenografia de Jean Wall, Théâtre de l'Athénée
- 1957: Les Pas perdus, de Pierre Gascar, escenografia de Jacques Mauclair, Teatre Fontaine
- 1959: Mon père avait raison, de Sacha Guitry, escenografia d'André Roussin, Teatre de la Madeleine
- 1961: Dommage qu'elle soit une putain, de John Ford, escenografia de Luchino Visconti, Teatre de París
- 1961: La visita de la vella dama, de Friedrich Dürrenmatt, escenografia de Hubert Gignoux, Centre dramatique de l'Est, Teatre del Ambigu-Comique
- 1966: L'idiota, de Fiódor Dostoievski, escenografia d'André Barsacq, Teatre de l'Atelier
- 1967: La visita de la vella dama, de Friedrich Dürrenmatt, escenografia de Hubert Gignoux, Centre dramatique de l'Est